# Celluloseacetatphthalat

Schematische (vereinfachte) Formelpräsentation aus der Polymerkette von Celluloseacetatphthalat mit einem Acetylrest (blau markiert) aus Essigsäure und zwei weiteren Acylresten (grün markiert), die sich von der Phthalsäure ableiten. Die Verteilung der Esterfunktionen kann innerhalb der Polymerkette schwanken.

Celluloseacetatphthalat ist ein Biopolymer, das auf Cellulose basiert. Es ist wie Celluloseacetat, Cellulosepropionat, Celluloseacetatpropionat und Celluloseacetatbutyrat ein Ester der Cellulose mit Carbonsäuren. Während bei Celluloseacetat die Veresterung nur durch Essigsäure erfolgte, sind im Celluloseacetatphthalat in Pharmaqualität statistisch 21,5 bis 26,0 %  der Hydroxygruppen der Cellulose durch Essigsäure und  30,0 bis 36,0 % durch Phthalsäure verestert. Celluloseacetatphthalat enthält also Acetylgruppen (C2H3O) und Phthalylgruppen (C8H5O3).

## Herstellung
Celluloseacetatphthalat kann durch die Reaktion von Cellulosetriacetat mit Phthalsäureanhydrid in organischen Basen wie Pyridin hergestellt werden.

## Eigenschaften
Celluloseacetatphthalat ist ein weißer, bis fast weißer hygroskopischer Feststoff. Es ist praktisch unlöslich in Wasser, leicht löslich in Aceton und löslich in Diethylenglycol.

## Verwendung
Celluloseacetatphthalat wird in der Pharmaindustrie als Überzug beispielsweise für Tabletten und Kapseln benutzt, da ein solcher Überzug magensaftresistent ist. In Kosmetikprodukten wird es in der Liste der Inhaltsstoffe als CELLULOSE ACETATE PHTHALATE (INCI) angegeben. 